# Leucophasma carmodiella
Leucophasma carmodiella är en fjärilsart som beskrevs av August Busck 1910. Leucophasma carmodiella ingår i släktet Leucophasma och familjen äkta malar. Inga underarter finns listade i Catalogue of Life.